# برادي كلارك (لاعب كرلنغ)
برادي كلارك (بالإنجليزية: Brady Clark)‏ هو لاعب كرلنغ أمريكي، ولد في 12 سبتمبر 1977 في غراند فوركس في الولايات المتحدة.

## وصلات خارجية
- برادي كلارك على موقع الاتحاد الدولي للكرلنغ (الإنجليزية)
- برادي كلارك على موقع اللجنة الأولمبية والبارالمبية الأمريكية (الإنجليزية)